# Игуман Евгеније (Пилиповић)
Евгеније (световно Бојан Пилиповић; Бачка Паланка, 27. октобар 1992) јеромонах је Српске православне цркве и старешина Манастира Раковца.

## Биографија
Јеромонах Евгеније (Пилиповић) рођен је 27. октобра 1992. године у Бачкој Паланци од побожних родитеља.
Основно образовање завршио је у свом родном месту а Богословски факултет у Београду. Замонашен је 14. јула 2018. године у Манастиру Раковцу од стране епископа сремског Василија Вадића добивши име Евгеније.
Рукоположен је у чин јерођакона 14. новембра 2018. у Манастиру Раковцу од стране епископа Василија у јеромонаха произведен је 2019. године.
Након упокојења игуманије мати Гавриле Бедов одлуком епископа сремског Василија постаљен је за старешину Манастира Раковац.